# Le Témoin (film, 1946)
Pour les articles homonymes, voir Le Témoin.
Pour plus de détails, voir Fiche technique et Distribution.
Le Témoin (italien : Il testimone) est un film de procès italien réalisé par Pietro Germi en 1946, sous la supervision d’Alessandro Blasetti.

## Synopsis
Suspecté de meurtre, Pietro Scotti, un honnête citoyen, risque la peine de mort en raison d'un témoin à charge de dernière minute. Ce dernier, Giuseppe Marchi, un vieil employé de bureau, raconte qu'il a été bousculé par un homme qui sortait d'une porte  cochère vu près du lieu du crime. Mais il s'avère que sa montre retardait et annule donc son témoignage. Pietro bénéficie d'un non-lieu. Essayant de refaire sa vie, il demande en mariage une jeune fille pauvre, Linda. Mais leur couple est perturbé par Giuseppe, qui semble suivre Pietro...

## Thèmes
Déjà dans ce film, qui signe les débuts de Pietro Germi comme réalisateur, on trouve sous une forme embryonnaire beaucoup de questions thématiques qui deviendront typique du cinéma de Germi : la dramaturgie de la loi, la tendance à regarder à l’intérieur et le partage typique entre le policier et le néoréalisme.

## Fiche technique
- Titre original : Il Testimone
- Titre français : Le Témoin
- Réalisation : Pietro Germi, assisté de George Moser, Mario Monicelli
- Musique : Enzo Masetti
- Son : Roberto Palmieri, Mario Amari
- Photographie : Aldo Tonti
- Société de production : Orbis Film
- Directeur de production : Paul Moffa
- Format : Noir et blanc - 1,37:1 - 35 mm - Son mono
- Genre : Drame
- durée : 92 minutes
- Date de sortie : 
  - Italie - 15 février 1946
  - France -  28 septembre 1948 à Paris

## Distribution
- Roldano Lupi : Pietro Scotti
- Marina Berti : Linda
- Arnoldo Foa : le greffier du registre
- Ernesto Almirante : Giuseppe Marchi, le témoin
- Sandro Ruffini : l’avocat de la défense
- Cesare Fantoni : l’hôte de la taverne
- Dino Maronetto : Andrea, le condamné
- Marcella Melnati : le propriétaire
- Petr Sharov : le procureur
- Alfredo Salvatori.

## Affiches
La réalisation des affiches du film a été confiée à l’affichiste Anselmo Ballester.[réf. souhaitée]